# Erebia subtusaurantiaca
Erebia subtusaurantiaca är en fjärilsart som beskrevs av Müller 1928. Erebia subtusaurantiaca ingår i släktet Erebia och familjen praktfjärilar. Inga underarter finns listade i Catalogue of Life.